# Associazione Calcio Libertas (Milano) 1920-1921
Questa pagina raccoglie i dati riguardanti l'Associazione Calcio Libertas nelle competizioni ufficiali della stagione 1920-1921.

## Rosa
| N. |                   | Ruolo | Calciatore         |
| -- | ----------------- | ----- | ------------------ |
|    | Italia (bandiera) | D     | Eugenio Allievi    |
|    | Italia (bandiera) | A     | Carlo Binaghi      |
|    | Italia (bandiera) | A     | Costante Coronelli |
|    | Italia (bandiera) | C     | Bassano Daccò      |
|    | Italia (bandiera) | A     | Enrico Lamperti    |
|    | Italia (bandiera) | C     | Ennio Moroni       |
|    | Italia (bandiera) | A     | Giampiero Mürer    |

| N. |                   | Ruolo | Calciatore           |
| -- | ----------------- | ----- | -------------------- |
|    | Italia (bandiera) | P     | Giuseppe Norsa       |
|    | Italia (bandiera) | P     | Eugenio Porrati (II) |
|    | Italia (bandiera) | A     | Mario Porrati (I)    |
|    | Italia (bandiera) | C     | Mario Roghi          |
|    | Italia (bandiera) | A     | Guido Ros            |
|    | Italia (bandiera) | D     | Umberto Soldati      |

## Risultati

### Prima Categoria

#### Girone E lombardo

##### Girone di andata
| Arbitro: | Barnabò (Milano) |

|             |           |           |
| Bollani 74’ | Marcatori | 63’ Murer |

| Arbitro: | Cavazzana (Milano) |

|            |           |  |
| Fenili 80’ | Marcatori |  |

| Arbitro: | Barnabò (Milano) |

|       |           |                                            |
| Roghi | Marcatori | 2’ Boiocchi II ?’, 80’ Carugati Boiocchi I |

##### Girone di ritorno
| Arbitro: | A.Gama (Milano) |

|                |           |            |
| Roghi 35’, 44’ | Marcatori | 65’ Lunghi |

| Arbitro: | Barnabò (Milano) |

|                                                          |           |                |
| Ros 5’, 30’, 80’ Lamperti 40’, 89’ Binaghi 60’ Roghi 75’ | Marcatori | 20’ A. Ravasio |

| Arbitro: | Crivelli (Milano) |

|              |           |              |
| Carugati 83’ | Marcatori | 63’ Lamperti |